# Club Deportivo Vera (Puerto de la Cruz)
El Club Deportivo Vera es un club del barrio de La Vera de la ciudad y municipio de Puerto de la Cruz, en el norte de la isla de Tenerife. Actualmente juega en la categoría Interinsular Preferente.

## Historia
El Club Deportivo Vera fue fundado en agosto de 1935, lo que lo convierte, después de la desaparición de los realejeros Clubes Deportivos Castro, Viera y Español, así como del portuense Club Deportivo Norte, en el segundo equipo más antiguo del Valle de La Orotava de los que aún siguen compitiendo, tras la UD Orotava.
En la campaña 1984/85 el conjunto azulón, que militaba en Primera Regional, alcanzó por primera y única vez en su historia la final de la Copa Heliodoro Rodríguez López. Mediría sus fuerzas ante el Club Deportivo Juventud Silense, que ocupaba el liderato de la categoría Preferente, en el Estadio Heliodoro Rodríguez López. Con empate a cero se llegó a la tanda de penaltis en la que el Vera, entrenado por Felipe Alberto, se impondría por 4-2, conquistando así el trofeo.
El Vera siempre fue un histórico del fútbol regional de la Provincia de Santa Cruz de Tenerife pero es con el comienzo del nuevo milenio cuando llega su época dorada. En 2007, tras el último ascenso de su historia a Preferente, formó un gran plantel al contratar a jugadores de renombre con el objetivo de ascender rápidamente a Tercera. Entre esas incorporaciones destacaban nombres como los de los ex-internacionales españoles Javier De Pedro y Agustín Aranzabal y el argentino Pablo Paz, así como los de otros jugadores que habían estado en Primera División como Jordi Ocaña Pérez y Manel Martínez. El contar con futbolistas importantes, pero que se encontraban en la última etapa de su carrera, no fue suficiente para lograr el objetivo marcado y el club no logró ascender a Tercera al quedar cuarto en la clasificación. El proyecto del "Vera galáctico", que tuvo un gran impacto mediático en la isla, había fracasado y el hombre más destacado del mismo, De Pedro, no llegó a disputar ni un solo encuentro al decidir el club prescindir de él por su falta de disciplina.
En la temporada 2009/10 se proclamó campeón de la Preferente de Tenerife y ascendió, por primera vez en su historia, a Tercera División. Debutó en categoría nacional el 29 de agosto de 2010 venciendo al Club Deportivo Corralejo, vigente campeón, en el Estadio Vicente Carreño Alonso por dos tantos a cuatro. Tres minutos tras el pitido inicial Balduino Real González anotaba el primer gol de los indios azules en el cuarto nivel del fútbol español. Solventa esta primera temporada en Tercera sin excesivos problemas, finalizando en media tabla, al año siguiente hizo de nuevo historia al finalizar en cuarta posición teniendo opción, por vez primera, de ascender a Segunda División B. El Vera se enfrentaría en la primera ronda con la U.D. Almansa, segundo clasificado en el Grupo XVIII y favorito en la eliminatoria. Sin embargo, los portuenses dieron la sorpresa en el partido de ida disputado en el Salvador Ledesma ganando por dos goles a cero. Para este encuentro el conjunto de La Vera tuvo que aumentar la capacidad de su terreno con gradas supletorias debido a la expectación que levantó el choque. Ya en tierras manchegas, una semana más tarde el CD Vera certificaba el pase a la siguiente ronda tras empatar a uno en el Polideportivo Municipal de Almansa. Sin embargo el conjunto portuense no pudo superar la siguiente eliminatoria, en la que quedó emparejado con el Peña Sport Fútbol Club, al perder por 1-3 en la ida y 5-0 en la vuelta.
Ciertos problemas organizativos e incumplimientos de contratos, con la consiguiente pérdida de efectivos, llevaron al Vera a coquetear con los puestos de abajo durante el siguiente ejercicio futbolístico, logrando salvar la situación en la recta final del campeonato. La tranquilidad no se asentó en el club y en la temporada 2013/14 adoleció de los mismos problemas. En la penúltima jornada una derrota en casa ante la Unión Deportiva Telde certificó el descenso matemático al fútbol regional. Sin embargo, tan solo tres días más tarde, la Real Federación Española de Fútbol excluyó de la competición a la Unión Deportiva Vecindario por impago. A efectos clasificatorios el equipo grancanario pasaba a ocupar posición de descenso, resultando beneficiado el plantel del norte de Tenerife que conseguía de esta forma la ansiada permanencia que no se había ganado en el terreno de juego.
Desde 1972 el club organiza anualmente un torneo de verano denominado "Trofeo Salvador Ledesma" en recuerdo del que fuera presidente de la entidad.

## Estadio
El Club Deportivo Vera juega sus partidos como local en el Estadio Nuevo Salvador Ledesma, situado en el barrio de La Higuerita, junto a La Vera. Dicho recinto, propiedad del club, cuenta con una capacidad para unos 1500 espectadores y césped artificial desde 2007. Construido en colaboración con el Cabildo de Tenerife, tras tener que demoler el antiguo campo de fútbol del barrio de La Vera por las obras de ampliación de la autopista del Norte, fue inaugurado en 1998.

## Uniforme
- Local: La camiseta, el pantalón y las medias son de color azul.
- Visitante: El uniforme visitante es completamente de color blanco.

## Temporadas
| Temporada | División     | Posición    | Copa del Rey |
| --------- | ------------ | ----------- | ------------ |
| 1959/60   | 2.ª Regional | 7.º         |              |
| 1960/61   | 2.ª Regional | 6.º         |              |
| 1961/62   | 2.ª Regional | 4.º         |              |
| 1962/63   | No Compitió  | No Compitió |              |
| 1963/64   | 2.ª Regional | 6.º         |              |
| 1964/65   | 2.ª Regional | 7.º         |              |
| 1965/66   | 2.ª Regional | 11.º        |              |
| 1966/67   | 2.ª Regional | 5.º         |              |
| 1967/68   | No Compitió  | No Compitió |              |
| 1968/69   | 2.ª Regional | 10.º        |              |
| 1969/70   | No Compitió  | No Compitió |              |
| 1970/71   | 2.ª Regional | 9.º         |              |
| 1971/72   | 2.ª Regional | 3.º         |              |
| 1972/73   | 1.ª Regional | 12.º        |              |
| 1973/74   | No Compitió  | No Compitió |              |
| 1974/75   | No Compitió  | No Compitió |              |
| 1975/76   | No Compitió  | No Compitió |              |
| 1976/77   | 2.ª Regional | 2.º         |              |
| 1977/78   | 1.ª Regional | 1.º         |              |
| 1978/79   | Preferente   | 19.º        |              |
| 1979/80   | Preferente   | 11.º        |              |
| 1980/81   | Preferente   | 9.º         |              |
| 1981/82   | Preferente   | 13.º        |              |
| 1982/83   | 1.ª Regional | 8°          |              |
| 1983/84   | 1.ª Regional | 6.º         |              |
| 1984/85   | 1.ª Regional | 1.º         |              |
| 1985/86   | Preferente   | 5.º         |              |
| 1986/87   | Preferente   | 15.º        |              |
| 1987/88   | 1.ª Regional | 10.º        |              |
| 1988/89   | 1.ª Regional | 10.º        |              |
| 1989/90   | 1.ª Regional | 7.º         |              |
| 1990/91   | 1.ª Regional | 8.º         |              |
| 1991/92   | 1.ª Regional | 2.º         |              |
| 1992/93   | Preferente   | 10.º        |              |
| 1993/94   | Preferente   | 15.º        |              |
| 1994/95   | Preferente   | 17.º        |              |
| 1995/96   | 1.ª Regional | 8.º         |              |
| 1996/97   | 1.ª Regional | 11.º        |              |
| 1997/98   | 1.ª Regional | 11.º        |              |
| 1998/99   | 1.ª Regional | 3.º         |              |
| 1999/00   | 1.ª Regional | 3.º         |              |

| Temporada | División      | Posición | Copa del Rey |
| --------- | ------------- | -------- | ------------ |
| 2000/01   | 1.ª Regional  | 6.º      |              |
| 2001/02   | 1.ª Regional  | 2.º      |              |
| 2002/03   | 1.ª Regional  | 3.º      |              |
| 2003/04   | 1.ª Regional  | 2.º      |              |
| 2004/05   | Preferente    | 19.º     |              |
| 2005/06   | 1.ª Regional  | 4.º      |              |
| 2006/07   | 1.ª Regional  | 1.º      |              |
| 2007/08   | Preferente    | 4.º      |              |
| 2008/09   | Preferente    | 6.º      |              |
| 2009/10   | Preferente    | 1.º      |              |
| 2010/11   | 3.ª División  | 11.º     |              |
| 2011/12   | 3.ª División  | 4.º      |              |
| 2012/13   | 3.ª División  | 16.º     |              |
| 2013/14   | 3.ª División  | 17.º     |              |
| 2014/15   | 3.ª División  | 17.º     |              |
| 2015/16   | 3.ª División  | 12.º     |              |
| 2016/17   | 3.ª División  | 17.º     |              |
| 2017/18   | 3.ª División  | 18.º     |              |
| 2018/19   | Preferente    | 1.º      |              |
| 2019/20   | 3.ª División  | 7.º      |              |
| 2020/21   | 3.ª División  | 14.º     |              |
| 2021/22   | 3.ªFederación | 15.º     |              |
| 2022/23   | Preferente    | 2.º      |              |
| 2023/24   | Preferente    | 2°       |              |
| 2024-25   | Preferente    | 19°      |              |
| 2025-26   | 1.ª Regional  | -        |              |

### Datos del Club
- Temporadas en Tercera División: 11
- Temporadas en Preferente: 17
- Temporadas en Primera Regional: 22
- Temporadas en Segunda Regional: 14

### Resumen
- Temporadas en Tercera División
  - Mejor puesto en 3.ª División: 4.º
  - Peor puesto en 3.ª División: 18.º
  - Puesto más repetido 3.ª: 11.º,4.º y 16.º (una vez)
  - Puesto histórico: .º
  - Puesto histórico Canarias: 46.º
  - Partidos jugados: 114
  - Partidos ganados: 47
  - Partidos empatados: 26
  - Partidos perdidos: 41
  - Goles a favor: 173
  - Goles en contra: 170
  - Mayor Goleada a Favor: 
    - En casa:
    - CD Vera 4-0 R.Sporting SJ (2011/12)
    - Fuera :
    - CD Charco del Pino 0-4 CD Vera (2011/12)
    - UD Las Zocas 0-4 CD Vera (2011/12)

  - Mayor Goleada en contra:
    - En casa: CD Vera 0-3 UD Telde (2011/12)
    - Fuera: CD Tenerife B 8-1 CD Vera (2012/13)

  - Empate con más goles:
    - CD Vera 3-3 UDV Santa Brígida (2011/12)

## Palmarés
- Copa Heliodoro Rodríguez López (1): 1984/85[23]
- Preferente de Tenerife (2): 2009/10 y 2018/19
- Primera Regional (3): 1977/79, 1984/85 y 2006/07